# Homalometopus ibericus
Homalometopus ibericus är en tvåvingeart som beskrevs av Wayne N. Mathis 1984. Homalometopus ibericus ingår i släktet Homalometopus och familjen vattenflugor. Inga underarter finns listade i Catalogue of Life.